# Покемон
Покемон (јап. ポケモン; енгл. Pokémon, скраћено од Pocket Monsters, што значи „Џепна Чудовишта“) назив је медијске франшизе коју је створио Сатоши Таџири 1996. године и која је у власништву јапанске компаније Нинтендо и Гејм Фрик. „Покемони“ су почели од неколико игара за Нинтендове ручне конзоле Гејм бој, Гејм бој колор и Гејм бој адванс, онда Нинтендо ДС и Нинтендо 3ДС, а касније је створен и истоимени аниме. Франшиза је започела као Џепна чудовишта: Црвена и Зелена (касније објављена изван Јапана као Црвена и Плава). Овај пар видео игара за Гејм бој, Нинтендо је објавио у фебруару 1996. године. Убрзо се развила франшиза прилагођена различитим медијима. са највећом зарадом свих времена. Оригинална серија видео игара је друга најпродаванија франшиза видео игара након Нинтендове Марио франшизе са више од 368 милиона продатих примерака и милијардом преузимања за мобилне уређаје, и створила је хит аниме телевизијску серију која је постала најуспешнија адаптација видео игара са преко 20 сезона и 1.000 епизода у 169 земаља. Поред тога, Покемон франшиза укључује најпродаванији светски бренд играчака, игру са картама, са преко 30,4 милијарди продатих картица, серију аниме филмова, играни филм, књиге, манга стрипове, музику, рекламну робу и тематски парк. Франшиза је такође заступљена у другим Нинтендовим медијима, попут серије Супер Смаш Брос., где могу играти различити Покемон ликови.
У новембру 2005. године, 4Кидс ентертејнмент, која је управљала лиценцирањем Покемона у контекстима невезаним за игре, објавила је да је одлучено да се не обнови уговор о заступању Покемона. Покемон Компани Интернашонал надгледа сво лиценцирање Покемона изван Азије. Године 2006, франшиза је прославила десету годишњицу, а 2016. године 20. годишњицу емитовањем реклама током Супербоула 50 у јануару и поновним објављивањем првих Покемон видео игара из 1996. и 1998. године. Мобилна игра проширене реалности Покемон го објављена је у јула исте године. Први акциони играни филм у франшизи, Покемон: Детектив Пикачу, заснован на истоименој игрици, објављен је 2019.
Најновије игре главне серије, Покемон  скарлет и виолет, објављене су широм света на Нинтендо свичу 18. новембра 2022. Покемон 2021. године слави своју 25. годишњицу.

## Име
Име Pokémon је портманто јапанске марке Pocket Monsters. Израз „Покемон“, осим што се односи на саму Покемон франшизу, колективно се односи и на 1025 измишљених врста које су се појавиле у Покемон медијима од објављивања девете генерације наслова Покемон скарлет и виолет

## Историја
Јапанска фирма Нинтендо издала је две игре 1996. године под називима Покемон: Црвена и Плава за конзолу Гејм бој. Касније, 2002. године изашле су још две нове игре за конзолу Гејм бој адванс, а након тога, 2006. године изашле су још две за Нинтендову конзолу ДС. Принцип игре је једноставан - ви сте у улози тренера чудовишта и ваш циљ је да сакупите све Покемоне (у првим игрицама 151, са сваком игрицом се додавало још покемона тако да их тренутно укупно има 656) и тако попуните ваш „Покедекс“ (енгл. Pokédex, јап. ポケモン図鑑 Pokemon zukan), справу која аутоматски бележи слику и детаље виђеног или ухваћеног Покемона. Споредни циљеви су освајање „Беџева“ по вежбаоницама као и борбе против злих тимова као што су „Тим Ракета“ (енгл. Team Rocket, јап. ロケット団 Roketto-dan) или „Тим Галактик“ (енгл. Team Galactic, јап. ギンガ団 Ginga-dan). Након успеха првих игара, аутори су 1997. године одлучили да направе и цртану серију са истом тематиком, која је убрзо постала светски позната.
Године 1998, Нинтендо је потрошио 25 милиона долара на промоцију Покемона у Сједињеним Државама у партнерству са Хасбром, KFC и другима. Нинтендо се у почетку плашио да су Покемони превише јапански за западни укус, али Алфред Кан, тадашњи извршни директор предузећа 4Kids Entertainment, убедио је компанију у супротно. Особа која је препознала потенцијал Покемона у Сједињеним Државама био је Канов колега Томас Кени.
У новембру 2005, 4Kids Entertainment, који је управљао лиценцирањем Покемона које није повезано са играма, објавио је да се сложио да неће обновити уговор о даљем заступању. Покемон међународна компанија од тада има контролу над целокупним лиценцирање Покемона ван Азије. Године 2006, франшиза је прославила своју десету годишњицу издавањем Pokémon Diamond and Pearl. У 2016. години, Покемон компанија је прославила 20. годишњицу Покемона тако што је емитовала рекламу током манифестације Super Bowl 50 у јануару и поново је објавила прве Покемон видео игре из 1996. године, Pokémon Red, Green (само у Јапану), Blue и Pokémon Yellow за Nintendo 3DS 26. фебруара 2016. године. Мобилна игрица измењене реалности Pokémon Go је објављена у јулу 2016. године. Pokémon Sun and Moon је такође објављена исте године. Први акциони филм у франшизи, Pokémon Detective Pikachu, заснован на Нинтендовој изведеној игрици Detective Pikachu из 2018. године, објављена је 2019. године. Осма генерација основних серијских игара почела је са Pokémon Sword and Shield, објављеним широм света на Nintendo Switch дана 15. новембра 2019. Девета генерација серијских игара почела је са Pokémon Scarlet and Violet, била је објављена широм света 18. новембра 2022. на Nintendo Switch.

## Аниме
Прича серије се уско поклапа са причом одговарајуће игре, то подразумева и ликове из игре. Серија се састоји из 26 сезона које прате авантуре дечака Еша Кечама (јап. サトシ; Хепберн: Satoshi) из града Палета и његових другара. Еш је један од многих тренера покемона, који своја створења припремају за борбе. Сваки покемон има своје посебне моћи и способности. У борбама тренери покемона морају да користе стратегију и знање да би на прави начин искористили њихове моћи и извојевали победу. Ешов први покемон је Пикачу, мало жуто створење које пушта струјне ударе из својих образа. Тренери своје покемоне носе у справама које се зову „Покелопте“ (јап. モンスターボール, Хепберн: Monsutā Bōru) из којих излазе сами или на захтев тренера. Као што је већ споменуто, прича из серије се поклапа са причом из игре, тако да ће они који су упознати са игром лако претпоставити шта ће се следеће десити у серији и обрнуто. Од 1998. године па надаље је за сваку сезону направљен по један дугометражни филм од којих је први Pokémon: The First Movie.